# Gerda Johansson
Gerda Matilda Eleonora Johansson, po mężu Wranne (ur. 14 marca 1891 w Sztokholmie, zm. 10 kwietnia 1965 tamże) – szwedzka skoczkini do wody, olimpijka.

## Życiorys
Wystąpiła w skokach do wody z wieży na igrzyskach olimpijskich w 1912 w Sztokholmie, ale odpadła w eliminacjach.